# Tordesilos
Tordesilos község Spanyolországban, Guadalajara tartományban. Tordesilos Adobes, Tordellego, Setiles, Ojos Negros, Villar del Salz, Ródenas és Alustante községekkel határos. Lakosainak száma 90 fő (2024).

## Népesség
A település népessége az utóbbi években az alábbiak szerint változott:
| Lakosok száma | 133  | 146  | 140  | 126  | 121  | 114  | 102  | 92   | 94   | 90   |
|               | 2001 | 2004 | 2006 | 2009 | 2011 | 2014 | 2016 | 2019 | 2021 | 2024 |